# (300075) 2006 UV208
(300075) 2006 UV208 es un asteroide perteneciente al cinturón de asteroides, descubierto el 23 de octubre de 2006 por el equipo del Spacewatch desde el Observatorio Nacional de Kitt Peak, Arizona, Estados Unidos.

## Designación y nombre
Designado provisionalmente como 2006 UV208.

## Características orbitales
2006 UV208 está situado a una distancia media del Sol de 3,165 ua, pudiendo alejarse hasta 3,436 ua y acercarse hasta 2,894 ua. Su excentricidad es 0,085 y la inclinación orbital 8,926 grados. Emplea 2057,47 días en completar una órbita alrededor del Sol.

## Características físicas
La magnitud absoluta de 2006 UV208 es 16.